# Uttersjö
Uttersjö ist ein Dorf in der Gemeinde Örnsköldsvik der Provinz Västernorrlands län sowie der historischen Provinz (landskap) Ångermanland in Schweden.
Das Dorf liegt zirka 40 Kilometer nordwestlich von Örnsköldsvik am Ufer des Uttersjön, der vom Norra Anundsjöån durchflossen wird.